# Игнатово (Андреапольский район)
Игна́тово  — деревня в Андреапольском районе Тверской области. Входит в Хотилицкое сельское поселение.

## География
Расположена примерно в 5 верстах к юго-востоку от села Хотилицы.

## История
На топографической карте Фёдора Шуберта, изданной в 1871 году, обозначена деревня Игнатова. Имела 9 дворов. 
В списке населённых мест Псковской губернии за 1885 год значится деревня Игнатово (№12248). Входила в состав Новорожской волости Торопецкого уезда. Имела 9 дворов и 67 жителей. 
На карте РККА 1923—1941 годов обозначена деревня Игнатово. Имела 20 дворов

## Население
| 2002 | 2010 |
| ---- | ---- |
| 0    | →0   |